# Prudential
La Prudential House, conocida habitualmente como el Prudential, es un rascacielos histórico situado en Varsovia (Polonia). Construido entre 1931 y 1933 en estilo art déco, sirvió como sede de la aseguradora británica Prudential plc. Está situado en la Plaza del Alzamiento de Varsovia, a lo largo de la Calle Świętokrzyska. El Prudential fue el edificio más alto en la Polonia de entreguerras.

## Historia

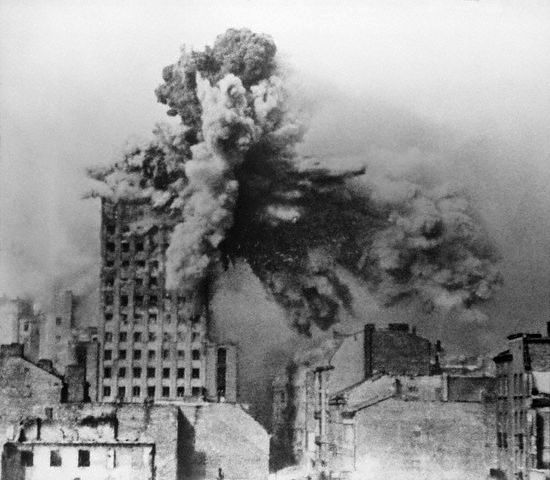
Segunda Guerra Mundial: 28 de agosto de 1944, una foto emblemática de Sylwester Braun que capturó el momento en el que el edificio fue alcanzado por un proyectil de artillería de dos toneladas durante el Alzamiento de Varsovia.

En el momento de su construcción fue el sexto rascacielos más alto de Europa (tras el Edificio Telefónica, la Boerentoren, la Ullsteinhaus, la Siemensturm y la Tour de Bel-Air) con sus 66 m y dieciocho plantas. Construido con una estructura de acero, fue el edificio más alto de Varsovia hasta que se construyó el Palacio de la Cultura y la Ciencia. El edificio, diseñado por Marcin Weinfeld, albergaba oficinas en las plantas más bajas y apartamentos de lujo en las plantas superiores. La estructura de acero, innovadora para la época, fue diseñada por Stefan Bryła y Wenczesław Poniż. Las obras empezaron en 1931 y en ellas se utilizaron más de dos millones de ladrillos, 2000 toneladas de hormigón y 1500 toneladas de acero.
En 1936 el profesor Janusz Groszkowski instaló una antena de 27 metros de altura en la azotea del edificio e inició las primeras emisiones de televisión de Europa desde esas instalaciones. El Prudential pronto se convirtió en un símbolo de la Varsovia moderna y apareció en numerosas películas y anuncios de la época.
El Prudential resultó gravemente dañado durante la Segunda Guerra Mundial, particularmente en el Alzamiento de Varsovia, cuando fue alcanzado por unos mil proyectiles de artillería, incluido un mortero de asedio autopropulsado Karl-Gerät de dos toneladas, que dejaron solo la estructura de acero. El daño causado por la artillería dobló la construcción lateralmente, pero sobrevivió a la guerra y apareció en numerosos pósteres antiguerra.
El edificio fue reconstruido tras la guerra como un hotel, y su estilo pasó del art déco al realismo socialista. El autor del nuevo diseño fue de nuevo Marcin Weinfeld, que adaptó la estructura a su nuevo uso. El Hotel Warszawa abrió sus puertas en 1954 y contenía 375 habitaciones, un gran restaurante, una cafetería y una discoteca.
En 2002 el hotel cerró y el edificio fue vendido. En 2010 fue adquirido por el Likus Group, que emprendió una lenta y controvertida remodelación. La fachada fue devuelta a su estilo art déco previo a la guerra, mientras que su interior fue renovado completamente en estilo contemporáneo. En noviembre de 2018, el edificio reabrió con el nombre de Hotel Warszawa, un hotel de cinco estrellas con 142 habitaciones.